# Jonas Alströmer (1840–1917)
Den här artikeln behandlar 1800-talspolitikern Jonas Alströmer, för andra med samma namn, se Jonas Alströmer (olika betydelser).
Jonas Alströmer (i riksdagen kallad Alströmer i Östad), född 12 november 1840 i Fuxerna socken, Älvsborgs län, död 28 juli 1917 i Östads församling, Älvsborgs län, var en svensk friherre av adelsätten Alströmer, disponent och riksdagsman.

## Biografi
Jonas Alströmer var son till kungliga sekreteraren friherre Jonas Alströmer (1807–1891) och Margareta Lovisa Taube, vars far var svensk adelsman (nr 734), som introducerats på Finlands riddarhus, och som var ättling till Olof Bure.
Alströmer blev student vid Uppsala universitet 1862 och studerade vid Ultuna lantbruksinstitut 1865. Han var disponent vid Östads säteri och barnhus i nuvarande Alingsås kommun. Han var ordförande i kommunalfullmäktige i Östads landskommun och i Älvsborgs läns landsting. Han var ledamot av riksdagens första kammare från urtima riksdagen 1892 till 1896 samt 1899–1905, invald av Älvsborgs läns valkrets. Han invaldes 1899 som ledamot av Lantbruksakademien.
Alströmer var gift med Sigrid Augusta Malvina Björkenheim. En son, Jonas Magnus Alströmer, var diplomat. En annan son, Thore Alströmer, var riksdagsledamot för Högerpartiet.